# Bombardement d'Ancône
Première Guerre mondiale
Le bombardement d'Ancône est un engagement naval de la campagne de l'Adriatique de la Première Guerre mondiale entre les marines du royaume d'Italie et de l'Autriche-Hongrie. 

## Histoire
Les forces de la marine impériale et royale (en allemand : "kaiserliche und königliche Kriegsmarine", en hongrois : "Császári és Királyi Haditengerészet") ont attaqué et bombardé des cibles militaires et civiles dans toute la ville d'Ancône, dans le centre de l'Italie, ainsi que plusieurs autres îles et communautés voisines, en réponse à la déclaration de guerre de l'Italie à l'Autriche-Hongrie.
Lorsque l'Italie a déclaré la guerre à l'Autriche-Hongrie le 23 mai 1915, la flotte autrichienne n'a pas tardé à réagir ; la marine a lancé plusieurs attaques sur la région des Marches en Italie. Ce jour-là, le destroyer SMS Dinara et le torpilleur Tb 53T bombardent le port d'Ancône. Le destroyer SMS Lika, en mission de reconnaissance entre Palagruža et le Cap Gargano, bombarde le sémaphore et la station radio de Vieste. Le destroyer italien Turbine défendait ces eaux à ce moment-là. Un petit duel s'engagea, dont le Lika sortit vainqueur, endommageant le destroyer ennemi.
Le jour suivant, le 24 mai, la majorité de la flotte autrichienne à Pola fait route vers la côte adriatique de l'Italie. Elle comprend les dreadnoughts SMS Viribus Unitis, Tegetthoff, Prinz Eugen et huit pré-dreadnoughts. D'autres navires austro-hongrois se trouvent déjà dans les eaux ennemies ou se dirigent eux-mêmes vers la côte d'Ancône. La flotte a bombardé plusieurs villes côtières italiennes et d'autres cibles dans et autour de la province d'Ancône, endommageant particulièrement la ville d'Ancône.
Le SMS Tegetthoff et le destroyer SMS Velebit ont bombardé le dirigeable italien Città di Ferrara au large d'Ancône. Le pré-dreadnought SMS Radetzky et deux torpilleurs bombardent Potenza Picena, puis retournent à la base navale de Pola. Le pré-dreadnought SMS Zrínyi et deux autres torpilleurs bombardent Senigallia, détruisant un train et endommageant une gare et un pont, avant de retourner à Pola. Le torpilleur SMS Tb 3 est bombardé sans succès par un hydravion italien.

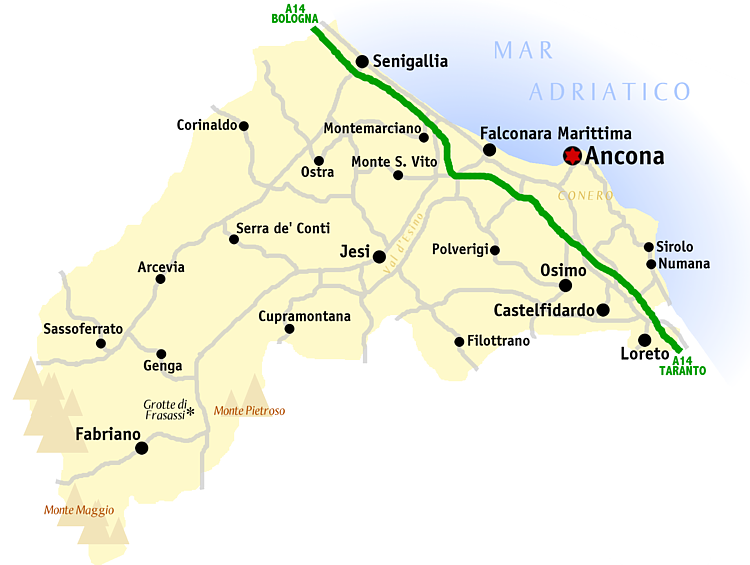
Carte de la province d'Ancône.

Le croiseur léger autrichienSMS Admiral Spaun bombarde la station de signalisation italienne de l'île de Cretaccio, tandis que le SMS Sankt Georg - avec deux torpilleurs - bombarde Rimini, endommageant un train de marchandises. Le destroyer SMS Streiter attaque le poste de signalisation près de Torre di Mileto. Le croiseur léger SMS Novara, un destroyer et deux torpilleurs entrent dans le canal Corsini et bombardent une station de torpilleurs italienne, une autre station sémaphore et quelques batteries d'artillerie côtière.
Le croiseur léger SMS Helgoland, soutenu par quatre destroyers, se heurte au destroyer italien Turbine, dans une bataille rangée au sud de Pelagosa. Le destroyer SMS Tátra bombarde le talus du chemin de fer près de Manfredonia tandis que le destroyer SMS Csepel bombarde la gare de Manfredonia. Enfin, des hydravions austro-hongrois larguent des munitions sur Venise et sur les hangars à hydravions de Chiaravalle.
La marine autrichienne inflige de lourds dégâts et 63 personnes, militaires et civils italiens, meurent dans la seule ville d'Ancône. Le dôme de la cathédrale Saint-Cyriaque d'Ancône est également endommagé. Les pertes autrichiennes furent légères. La guerre en mer Adriatique se poursuivit, culminant avec un important blocus allié visant à empêcher la flotte austro-hongroise de quitter l'Adriatique. Le "barrage d'Otrante" sera attaqué par les Austro-Hongrois plusieurs fois au cours de la guerre, mais les grands navires de guerre austro-hongrois ont rarement quitté les bases après ce raid.

## Galerie d'images

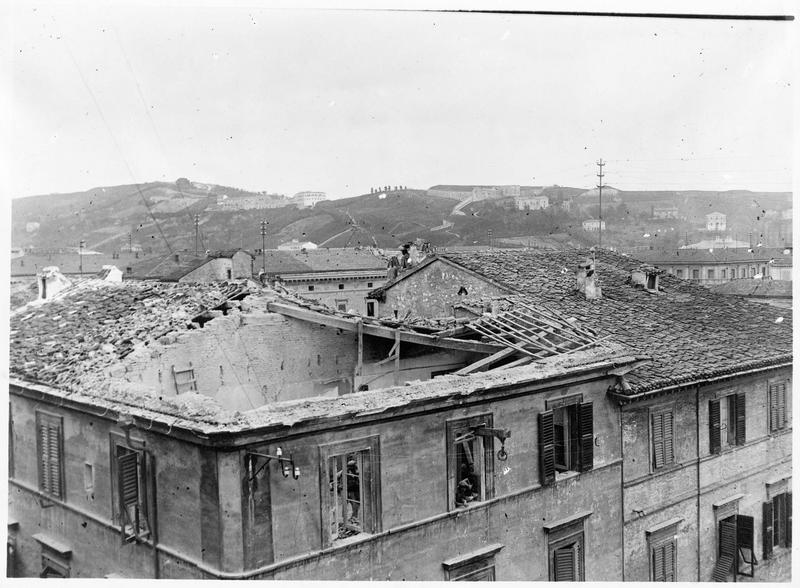
Effets du bombardement d'Ancône
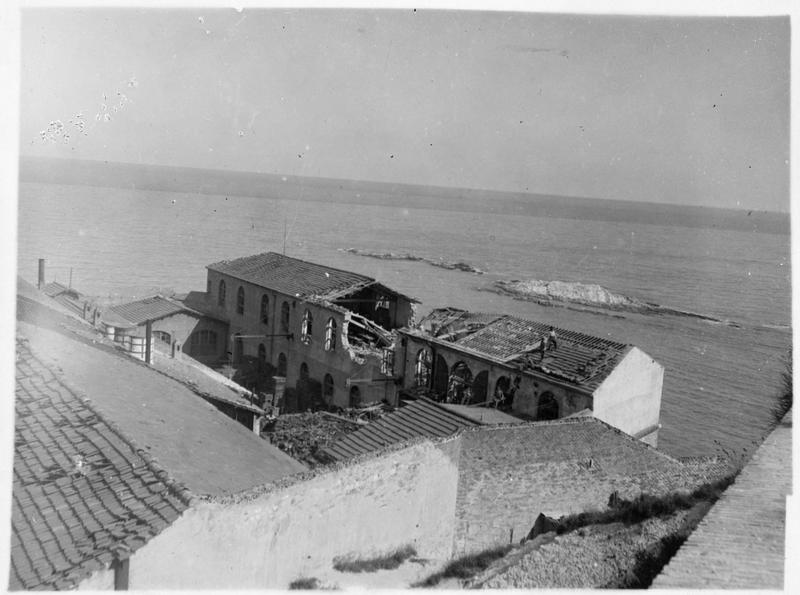
Effets du bombardement d'Ancône.
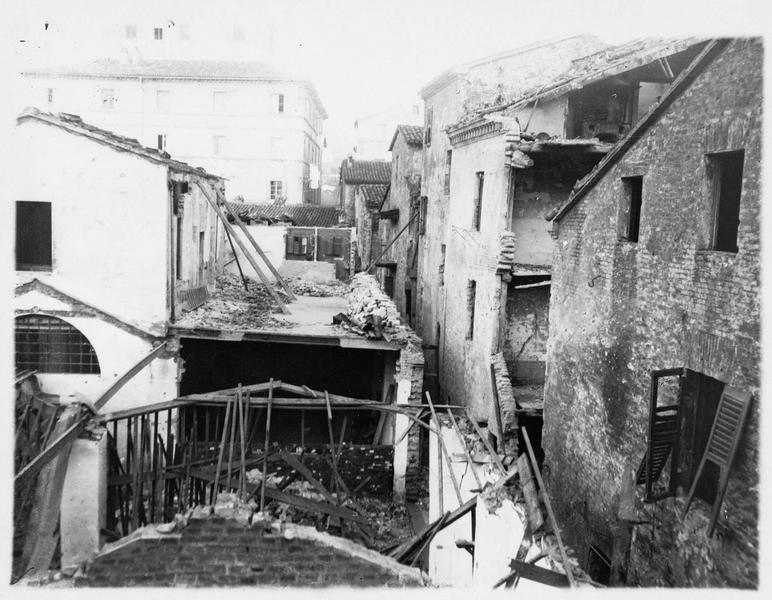
Des maisons à Ancône touchées par un bombardement.
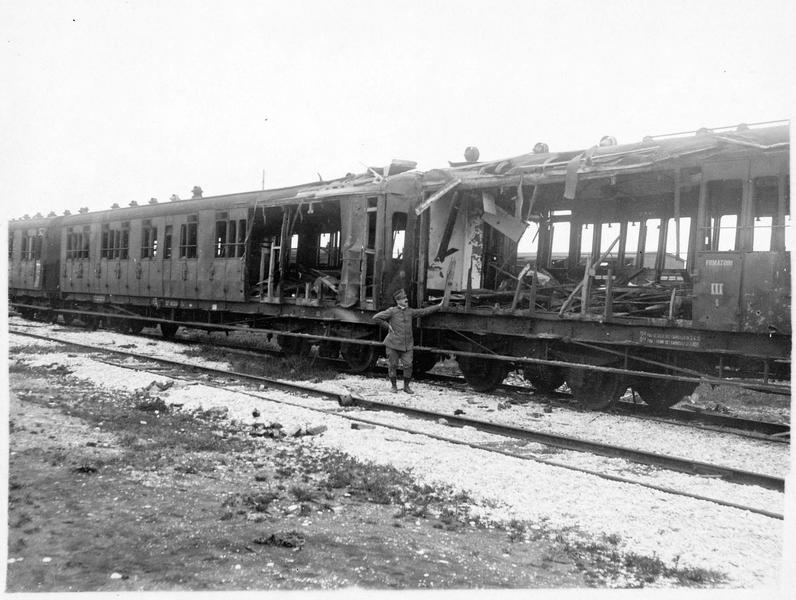
Un convoi ferroviaire endommagé par un bombardement.
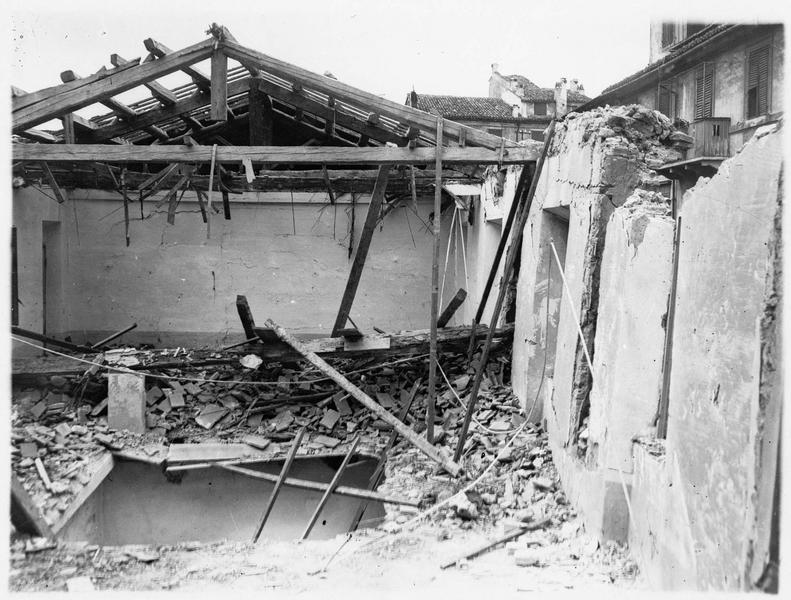
Ancône bombardée.
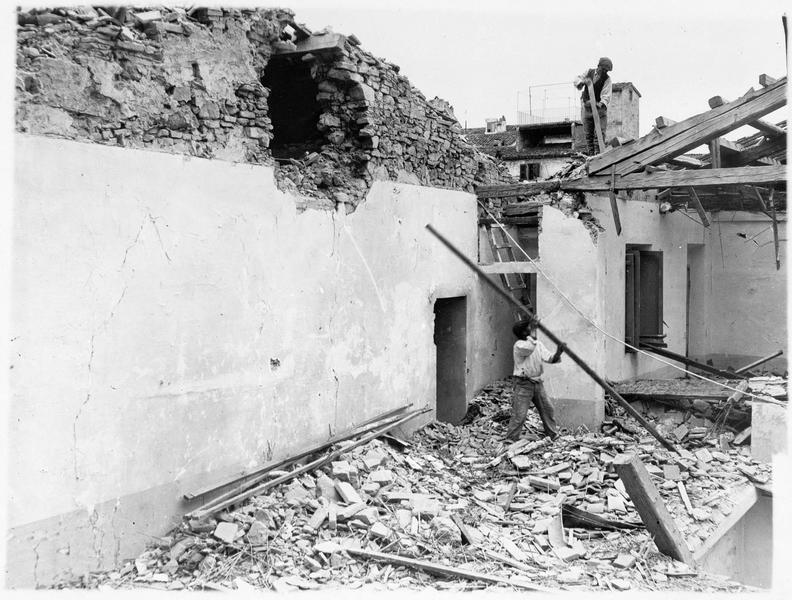
Ancône bombardée.
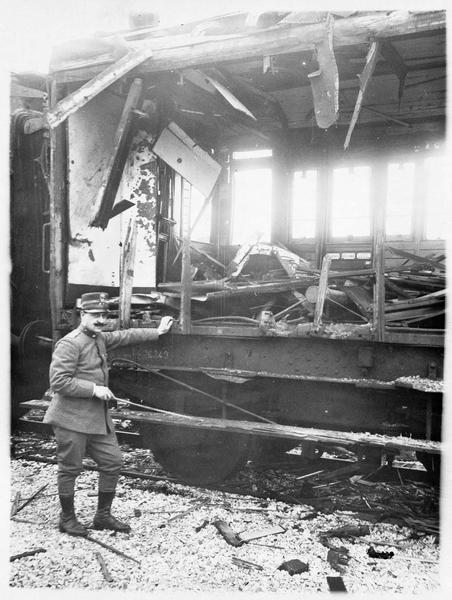
Train touché par un attentat à la bombe.
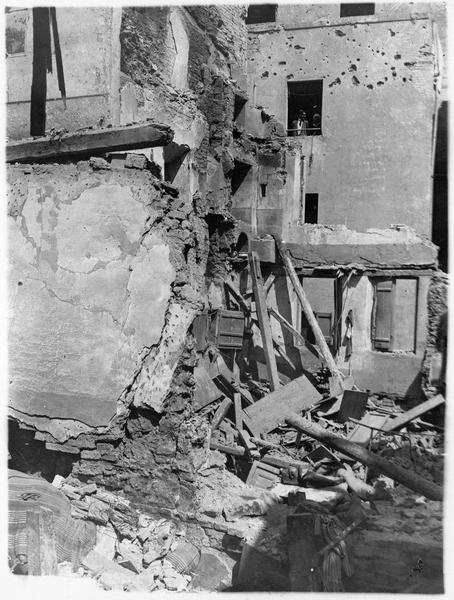
Ancône bombardée
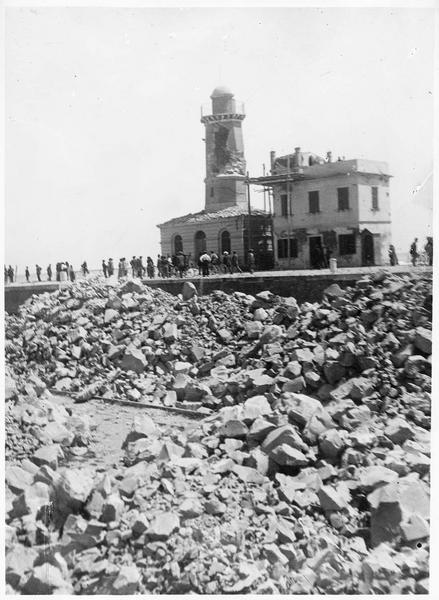
Phare bombardé par la flotte austro-hongroise.